# Friedhof der Familie Nathusius

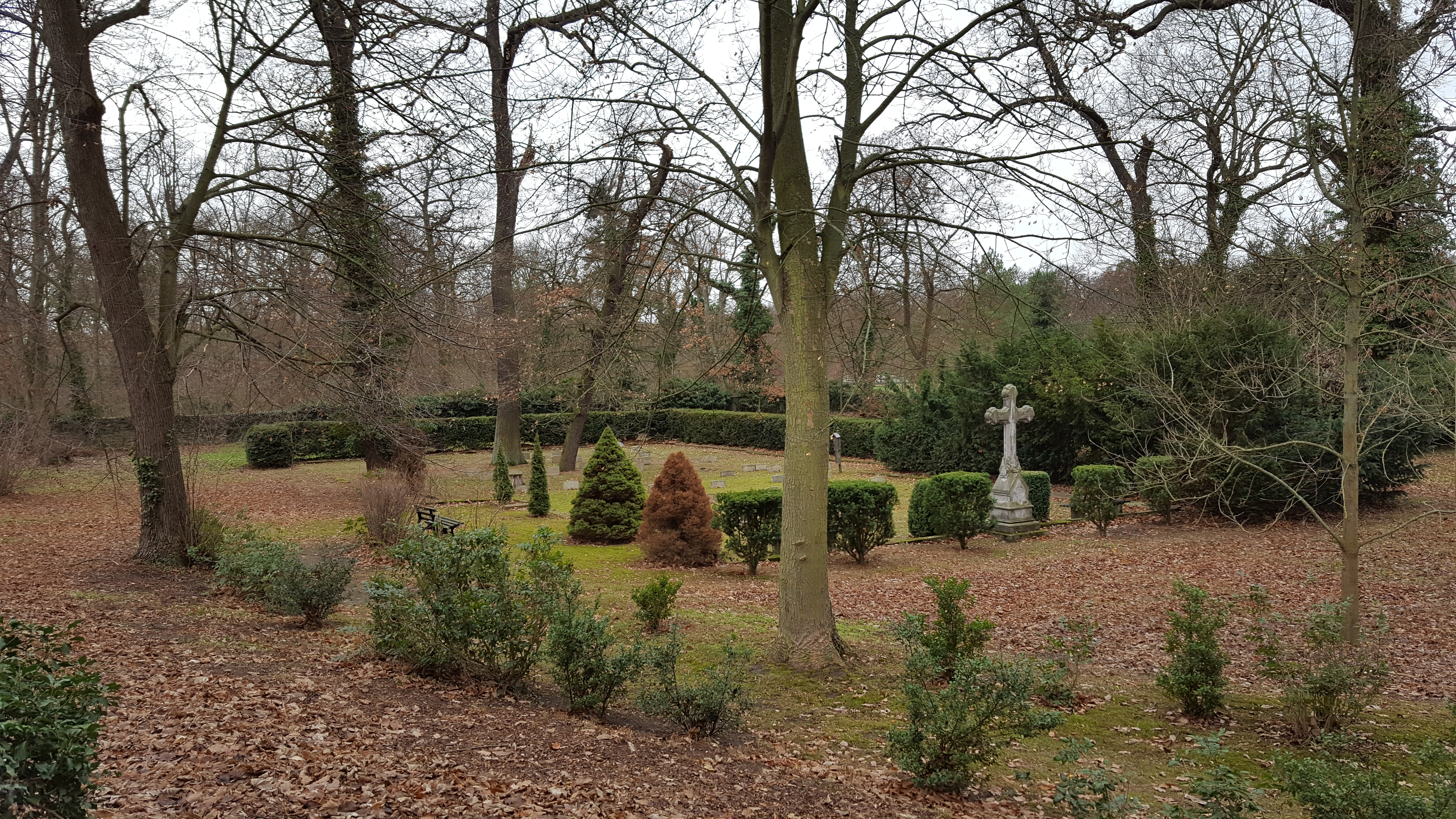
Der Begräbnisplatz von Nordosten

Der Friedhof der Familie Nathusius in Althaldensleben ist ein privater Familienfriedhof der Familie Nathusius. Er ist als Denkmal eingetragen, da er als Ruhestätte des Unternehmers Johann Gottlob Nathusius und dessen Familie als kulturgeschichtlich bedeutend eingeschätzt wird.

## Lage
Der Friedhof liegt Am Klosterpark Ecke Waldstraße im sogenannten „Klosterholz“ am Nordostrand des hier beginnenden Landschaftsparks. Das durch Bruchsteinmauern eingefasste Gesamtareal verläuft längs einer Mauer zur abgegangenen Burg Althaldensleben, hinter der das Kloster Althaldensleben liegt und umfasst eine Fläche von rund 8.000 Quadratmetern. Der Begräbnisbereich im Südteil der Anlage selbst ist rechteckig, von einer Hecke umgeben und etwa 500 Quadratmeter groß.

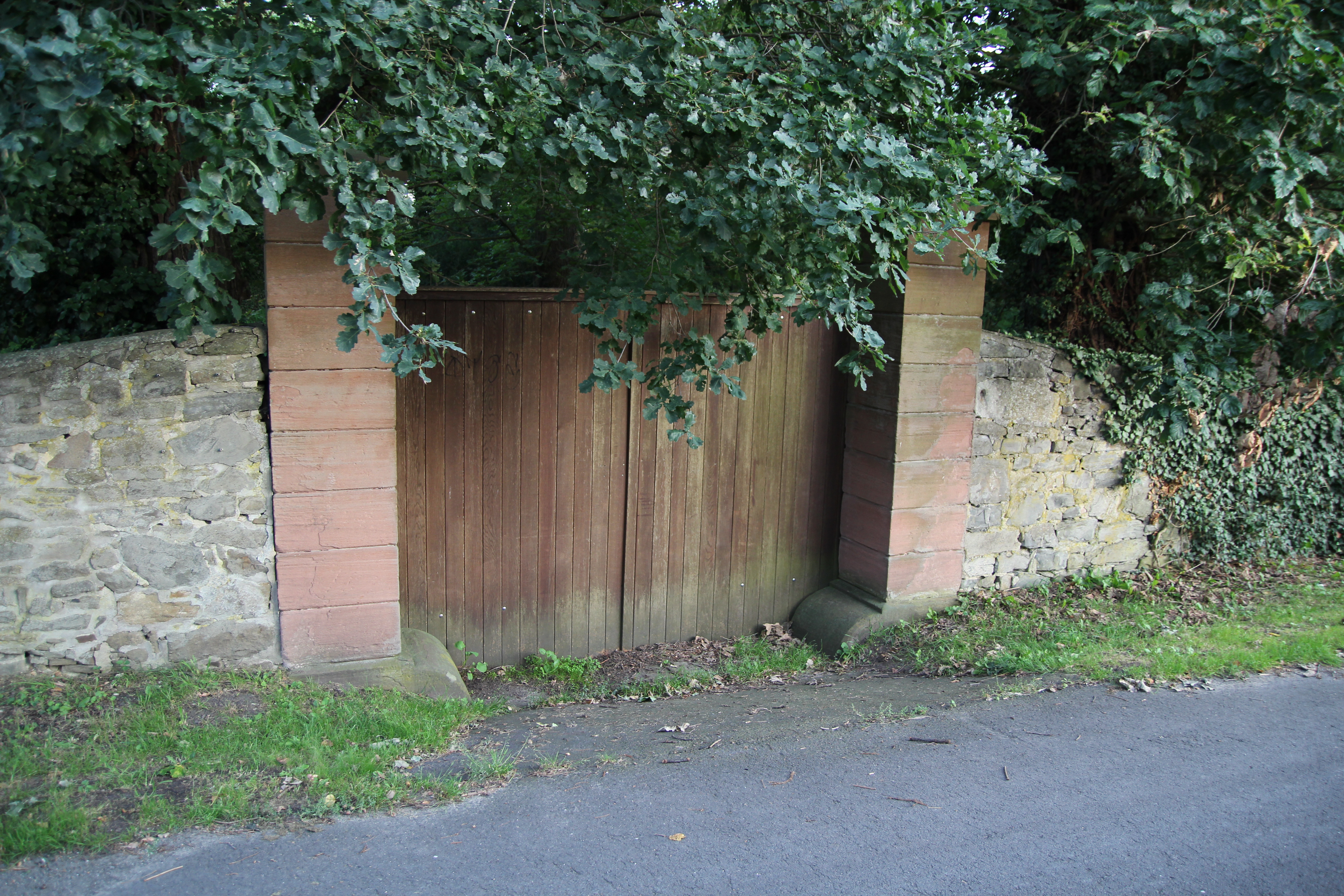
Im Jahr 1893 errichteter Zugang zur Friedhofsanlage vom Am Klosterpark

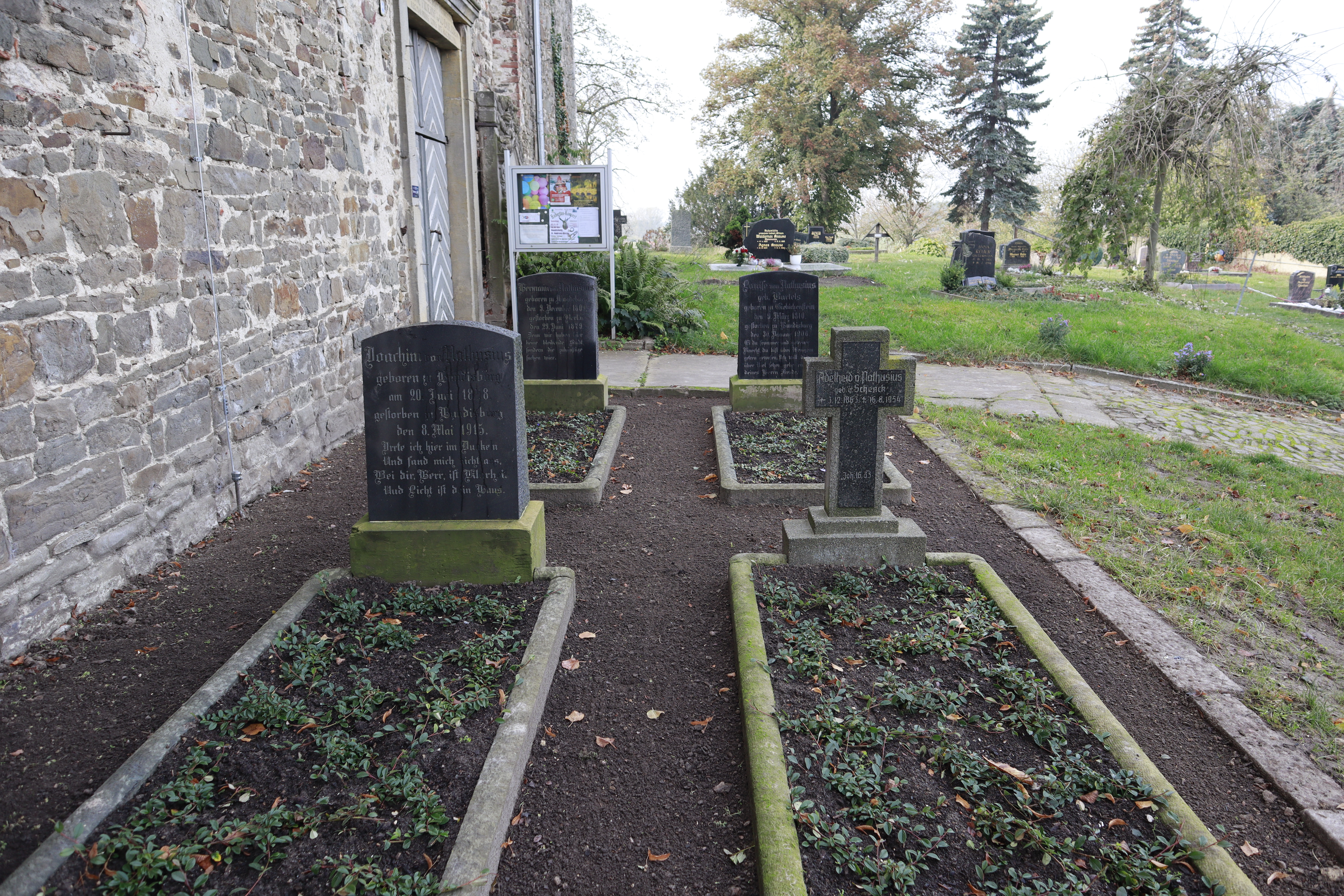
Familiengräber auf dem Friedhof der Hundisburger Andreaskirche

## Geschichte
Johann Gottlob Nathusius ließ den Friedhof 1829 anlässlich der Bestattung seines Sohnes Gottlob Nathusius (1813–1829) anlegen. 1835 wurden hier er, 1875 seine Frau Luise beigesetzt. Beim Verkauf des Klostergutes Althaldensleben im Jahr 1893 wurde das Friedhofsareal ausgenommen; damals wurden in die vorhandene Mauer zur Straßenseite ein Eingangstor eingefügt und die Trennmauer zur alten Burgstätte errichtet. Der Friedhof wurde auch in der DDR-Zeit nicht enteignet. Die Begräbnisstätte wird noch immer von der Familie genutzt; rund 50 Familienmitglieder wurden bislang in Althaldensleben beigesetzt. Neben Johann Gottlob Nathusius und dessen Söhnen Gottlob und Heinrich ist hier auch seine Tochter Johanne Philippine Nathusius beerdigt worden.
Die Gräber sind einfach und einheitlich gestaltet. Die Gesamtanlage wurde naturnah – unter anderem mit Bergahornbeplanzung – gehalten. Neben den Grabsteinen aus Sandstein wurden 1877 ein steinernes Friedhofskreuz (Inschrift: „Der Tod ist verschlungen in den Sieg“) sowie später eine hölzerne Gedenktafel für Gefallene des Ersten Weltkrieges errichtet. Der Friedhof ist für die Öffentlichkeit nicht zugänglich.
Weitere Angehörige der Familie Nathusius sind im nahegelegenen Park des Hundisburger Schlosses (Olga von Nathusius und Erika von Eichborn) sowie auf dem Friedhof der evangelischen Dorfkirche St. Andreas in Hundisburg bestattet.

## Stiftung
Im Jahr 1910 wurde beim königlichen Amtsgericht Neuhaldensleben eine Stiftung registriert, die seitdem den Friedhof unterhält: „Althaldenslebener Erbbegräbnis der Familie v. Nathusius“. Der damalige Stifter war namens der zwölf Kinder des verstorbenen Heinrich von Nathusius dessen Sohn Simon von Nathusius. Es handelt sich um eine Stiftung bürgerlichen Rechts, zu der auch das angrenzende historische Jägerhaus in Althaldensleben gehört. Die Stiftung wird vom Landesverwaltungsamt Sachsen-Anhalt beaufsichtigt.